# La amiga
La amiga è un film argentino-tedesco del 1989 diretto da Jeanine Meerapfel ed interpretato da Liv Ullmann, Cipe Lincovsky e Federico Luppi.
Maria e Raquel Kessler reagiscono in modo diverso alla notizia che i loro figli si sono dispersi durante la Guerra sporca. La prima scappa a Berlino e invece la seconda continua la ricerca.
Nel 1988 le attrici Liv Ullman e Cipe Linkovsky hanno ricevuto un premio al Festival Internazionale del Cinema di San Sebastián. Nel 1990 il film ha ricevuto un premio come menzione speciale al Festival internazionale del cinema di Berlino. Nello stesso anno l'attrice Cipe Lincovsky ha ricevuto un Premios Cóndor de Plata.